# 近針蟻亞科
近猛蚁亚科（学名：Paraponerinae）又名拟猛蚁亚科，是蚁科之下的一门亚科。属于单型亚科，因为该亚科仅包含近猛蚁属一属，且在该属之下仅包含现存一个物种——棒结近猛蚁（学名：Paraponera clavata，英文：Bullet ants，中文俗称子弹蚁）
由于本亚科仅子弹蚁一种，因此以下内容将会以子弹蚁的角度描述

## 描述

### 中文翻译
根据书籍《Myrmecological Orthoepy and Onomatology》，在本亚科学名“Paraponerinae”中，“Para”和“ponerinae”分成两个部分，后者“ponerinae”意为猛蚁；而前者“Para”则意为beside及near，即“近”的意思，因此故翻译为近猛蚁亚科。

### 分布
该物种仅分布于新大陆的中美洲到热带南美洲，主要栖息于当地的热带雨林。

### 形态
体长 18-30毫米（0.7-1.2英寸），外型類似帶有紅色及黑色光澤的粗壯無翼黃蜂。工蟻不具有多態性，而拟工蚁的體型也沒有較工蟻很大。
和其他大部分猛蚁型亚科的蚂蚁一樣，子彈蟻為强大的掠食者，但子彈蟻并非具有很强侵略性的蚂蚁。在外来者入侵时，它们会透過鳴喘發音發出警告，並利用螫針攻擊入侵者。